# 音無真喜子
音無 真喜子（おとなし まきこ、1958年10月30日 - ）は、日本の元女優。本名は玉井真喜子。東京都。姉は女優の音無美紀子、義兄は俳優の村井国夫。特技は日舞、ピアノ、テニス。

## 来歴・人物
桐朋学園大学卒業。1977年、TBSドラマポーラテレビ小説・「おゆき」でデビューする。その後は、舞台、映画などに出演する。
デビュー時は、幸真喜子、その後、音無真喜子に改名した。

## 出演作品

### テレビドラマ
- ポーラテレビ小説 （TBS）
  - 「おゆき」（1977年） - 美和
  - 「女・かけこみ寺」（1982年） - おひろ
- 「今日だけは」（1977年、TBS 石井ふく子プロデュース作品）
- 必殺シリーズ（ABC / 松竹）
  - 江戸プロフェッショナル 必殺商売人 第24話「罠にはまって泣く主水」（1978年） - たえ
  - 新・必殺からくり人 第11話「東海道五十三次殺し旅 庄野」（1978年） - おるい
  - 必殺仕事人V激闘編 第9話「せん、むこ殿をイビる」（1986年） - おこう
  - 必殺仕事人V・風雲竜虎編 第10話「子連れ女殺し旅」（1987年） - お吉
- 同心部屋御用帳 江戸の旋風III 第39話「うしろの正面だァれ」（1978年、CX）
- 新・座頭市第2シリーズ 第17話「霜夜の女郎花」（1978年5月8日、CX）
- 水戸黄門 第9部 第7話「裁かれたジャジャ馬姫-盛岡-」（1978年9月18日、TBS） - おつる
- 東芝日曜劇場　（TBS）
  - 第1191話「翔べイカロスの翼」（1979年）
  - 第1202話「女の部屋」（1979年）
  - 第1205話「不断草」（1980年）
  - 第1267話「およめちゃん」2（1981年）
- あゝ野麦峠（1980年、TBS）
- ザ・ハングマン 第24話「ハレンチ検事は被告席で泣け」（1981年、ABC）
- 時代劇スペシャル / 仇討選手（1981年、CX） - お花
- 幸福の黄色いハンカチ（1982年、TBS）
- 特捜最前線 （ANB） 
  - 第287話「リミット1.5秒! 」（1982年）
  - 第412話「OL・横浜ラブストーリー! 」（1985年）
- ザ・サスペンス （TBS）
  - 「愛の殺人切符」（1982年）
  - 「富士山大爆発殺人事件」（1983年）
- 月曜ドラマランド （CX）
  - 「どっきり双子先生シリーズ」（1983年）
  - 「乙女学園すみれ寮」（1984年）
- 火曜サスペンス劇場 （NTV）
  - 「密室航路」（1983年）- 杉本鈴代
  - 「危険な情熱」（1984年） - 江崎京子
  - 「空白の実験室」（1986年）- 三枝路子
  - 「女監察医・室生亜季子7 もう一つの指紋」（1989年） - 吉崎光子
  - 「再婚する女」（1991年）
  - 「松本清張作家活動40年記念スペシャル・ゼロの焦点」（1991年） - 鵜原宗太郎の妻
  - 「殺人回廊」（1992年）
  - 「わが町V」（1994年）
- 木曜ゴールデンドラマ （YTV）
  - 「闇の足音」（1984年）
  - 「血痕追跡」（1985年）
- 真田太平記（1985年、NHK） - もよ
- 刑事物語'85 第2話 テレビスター殺人事件
- 金曜女のドラマスペシャル　（CX）
  - 「喪失 阿蘇天草殺人事件」（1986年）
  - 「妻が夫を超えるとき」（1986年）
- 花姉妹（1986年、YTV）
- まんが道・青春編（1987年、NHK） - 松田和代
- 暴れん坊将軍II 第185話「妖艶、因幡の白うさぎ!」（1987年） - お波
- 土曜ワイド劇場　（ANB）
  - 「武田信玄なるほど連続殺人事件」（1988年） - 舞菊
  - 「阿寒湖マリモ殺人事件」（1989年）
  - 「上高地に消えた女」（1990年） - 井関久美
- 月曜・女のサスペンス「赤い猫 殺された母 20年目・罪の決算書」（1989年、TX）
- 美少女仮面ポワトリン（1990年、CX） - 村上ノリコ
- はぐれ刑事純情派3 第16話「必死の逃亡者・子供を捨てた女」（1990年、ANB）
- 世にも奇妙な物語 / バカばっかりだ!（1991年、CX）

### 映画
- ひめゆりの塔（1982年）
- 二十四の瞳（1987年）

### 舞台
- 姿三四郎
- 夢をつかむ男

### その他のテレビ番組
- スター爆笑Q&A（日本テレビ系）
- 輝け！芸能人デュエット歌謡大賞（フジテレビ系）